# Mårfamilien
 "Mår" omdirigeres hertil. For bestemte arter, se listen herunder. For den norske sø, se Mår (sø).
Mårfamilien (Mustelidae) er den største familie i rovdyrordenen. Den indeholder cirka 56 arter fordelt på 22 slægter i fem underfamilier. Stinkdyrfamilien (Mephitidae) har tidligere været regnet til mårdyrene, men anses nu som sin egen familie blandt rovdyrene.
Mårdyrene findes på alle kontinenter, undtaget Antarktis og dele af Oceanien. Generelt set er mårdyrene langstrakte, slanke dyr med forholdsvis korte ben, bortset fra grævling og jærv, som har en noget kortere og mere kompakt krop. Bruden er den mindste blandt mårdyrene, med en vægt på blot 35-250 gram. Havodderen er størst med en vægt, som kan nå 45 kilo.

## Klassifikation
- Familie Mårfamilien Mustelidae
  - Underfamilie Ægte mårer Mustelinae
    - Slægt Gulo (1 art)
      - Jærv, Gulo gulo

    - Slægt Mårer Martes (8 arter)
      - Skovmår, Martes martes
      - Husmår, Martes foina
      - Zobel, Martes zibellina
      - Amerikansk mår, Martes americana
      - Virginsk mår, Martes pennanti
      - Gulstrubet mår, Martes flavigula (også kaldet charsamår)
      - Nilgiri-mår, Martes gwatkinsii
      - Japansk mår, Martes melampus

    - Slægt Væsler Mustela (16 arter)
      - Hermelin, Mustela erminea (også kaldet lækat)
      - Brud Mustela nivalis
      - Sortfodet ilder, Mustela nigripes
      - Ilder, Mustela putorius
      - Flodilder (europæisk mink), Mustela lutreola
      - (Amerikansk) Mink, Mustela vison
      - Steppeilder, Mustela eversmannii
      - Rygstribet væsel, Mustela strigidorsa
      - Langhalet væsel, Mustela frenata
      - Sibirisk væsel, Mustela sibirica
      - Bjergvæsel, Mustela altaica
      - Tropisk væsel, Mustela africana
      - Colombiansk væsel, Mustela felipei
      - Gulbuget væsel, Mustela kathiah
      - Indonesisk bjergvæsel, Mustela lutreolina
      - Malay-væsel, Mustela nudipes

    - Slægt Vormela (1 art)
      - Tigerilder, Vormela peregusna

    - Slægt Eira (1 art)
      - Tayra, Eira barbara

    - Slægt Poecilogale (1 art)
      - Afrikansk stribet væsel, Poecilogale albinucha

    - Slægt Ictonyx (2 arter)
      - Zorilla, Ictonyx striatus (også kaldet båndilder)
      - Nordafrikansk stribet væsel, Ictonyx libyca (tidligere Poecilictis libycus)

    - Slægt Lyncodon (1 art)
      - Patagonisk væsel, Lyncodon patagonicus

    - Slægt Galictis (2 arter)
      - Stor grison, Galictis cuja
      - Lille grison, Galictis vittata

  - Underfamilie Honninggrævlinger Mellivorinae
    - Slægt Mellivora (1 art)
      - Honninggrævling Mellivora capensis

  - Underfamilie Grævlinger Melinae
    - Slægt Meles (1 art)
      - Grævling, Meles meles

    - Slægt Arctonyx (1 art)
      - Svinegrævling, Arctonyx collaris

    - Slægt Stinkgrævlinger, Mydaus (2 arter)
    - Slægt Ildergrævlinger el. solgrævlinger, Melogale (4 arter)

  - Underfamilie Oddere Lutrinae
    - Slægt Aonyx (2 arter)
      - Afrikansk fingerodder, Aonyx capensis
      - Congo-fingerodder, Aonyx congicus

    - Slægt Amblonyx (1 art)
      - Asiatisk dværgodder, Amblonyx cinereus

    - Slægt Enhydra (1 art)
      - Havodder, Enhydra lutris

    - Slægt Pteronura (1 art)
      - Kæmpeodder, Pteronura brasiliensis

    - Slægt Lutrogale (1 art)
      - Glatpelset odder, Lutrogale perspicillata

    - Slægt Lutra (3 arter)
      - Odder Lutra lutra
      - Plethalset odder, Lutra maculicollis
      - Lutra sumatrana

    - Slægt Lontra (4 arter)

  - Underfamilie Taxidiinae
    - Slægt Taxidea (1 art)
      - Amerikansk grævling, Taxidea taxus